# Иштеряки
Иштеряки (тат. İştirək, Иштирәк) — деревня в Уинском муниципальном округе Пермского края.

## Население
- 54 муж. (1747)

## История
Впервые населенный пункт, в котором жил Юкпердейко Янзигитов, упоминается в 1668 году под названием деревни Юкпердина. В 1704 году населенный пункт упоминается под названием Малый Телёс, в качестве жителей значились Коземят Юкпердин, Иштеряк Юкпердин и другие. В 1747 году население составляло 54 души мужского пола.
В составе Осинского уезда еще во времена Екатерины II была в нашем крае образована Иштеряковская волость, в которую входило все нерусское население, проживающее по берегам р. Ирени, её притоков и притоков р. Тулвы. В Иштеряковскую волость входили следующие населенные пункты: Чайка, Уразметьево, Иштеряки, Енапаево, Бикбаи (центр волости), Барсаи, Мерекаи, Усть-Телёс, Басино, Сульмаш, Константиновка. По опубликованным данным, в 1873 г. в этих населенных пунктах насчитывалось 1963 жителя, в том числе 1029 человек мужского пола. Ныне деревня находится в составе Воскресенского поселения Уинского района Пермского края.
Село Иштеряки находится на юге Уинского района, в составе Воскресенского сельского поселения, на берегу реки Малый (Сухой) Телёс. История заселения населенного пункта можно найти в нескольких документах.
1623 год- деревня без названия упоминается писцом М. Кайсаровым, как угодья остяка Егитова с братьями, по берегам реки Малый Телёс. Эту запись поместил в Пермской летописи В. Н. Шишонко.
1679 год- перепись утверждает о существовании деревни Юкпердина, который известен с 1668 года.
1704 год- населенный пункт упоминается под названием Малый Телёс, в качестве жителей значились Коземят Юкпердин, и другие. Ранее деревня называлась Юкпердина.
1719 год- перепись упоминает деревню Малый Телёс.
1734 год- деревня помечена на ланд- карте, в книге «Пермский край», изданной в 1734 году.
1782 год — в деревне Иштеряки насчитывалось 177 ревизских душ.
12 апреля 1785 года деревня упоминается в судебных материалах Осинского земского суда "начало происхождения их предков происходит от поколения Али Тарханова.
1801—1852 годы — Иштеряковская волость.
Жители Иштеряк хорошо знают легенду о происхождении названия деревни «Иштеряки». Сюда в наши края прибыл некто Иштеряк со сторны Казани и основал здесь деревню. Человек он предприимчивый, так как расширил территорию деревни, о чем свидетельствует Н. Чупин, который пишет, что в Иштеряковскую волость входили деревни: Чайка, Енапаево, Барсай, Мерекай, Басино, Сульмаш, Уразметьево, Константиновка. Ныне эти деревни входят в состав Ординского, Октябрьского, Чернушинского районов.
Топоним «Иштеряк» происходит от татарского имени «Иштеряк», что означает в переводе с татарского: «иш»- пара, «тирэк»- тополь.
- 1679 г. — Юкпердина (в ней жил Юкпердейко Янзигитов). Эта деревня известна с 1668 г.
- 1704 г. — Малый Телёс (в ней жили Коземят Юкпердин, Иштеряк Юкпердин и др.). Ранее это была деревня Юкпердина.